# Otto van Randwijck
Otto baron van Randwijck, heer van Beek, Rossum en Heesselt (Klingelbeek in Arnhem, 31 maart 1763 - Nijmegen, 25 september 1833) was een Nederlandse politicus.

## Zijn titel
Otto van Randwijck (generatie XIIIa) was een zoon van Jhr Godard Adriaan van Randwijck (XIIa), heer van Beek en Pollenbering, ambtman van Maas en Waal en gecommitteerde ter Admiraliteit op de Maas, en van Sophia Carolina Constantia des H.R. Rijksgravin van Bylandt. Hij was een Gelderse landjonker in de Neder-Betuwe. Bij decreet van keizer Napoleon I werd op 26 november 1812 voor Otto een keizerlijke titel geauthoriseerd.
Bij K.B. van 28 augustus 1814 werd zijn vader Godard Adriaan benoemd in de Ridderschap van Gelderland. 
Bij K.B. van 10 maart 1822 werd voor Otto en zijn afstammelingen de titel van baron erkend. 
Bij K.B. van 31 maart 1822 werd verklaard dat de afstammelingen van zijn achterneef Frans Steven Karel de grafelijke titel toebehoorde.

## Leven en werk
Van Randwijck was stalmeester van stadhouder Willem V en maakte deel uit van diens hofhouding. Van 1795 tot 1810 vervulde hij geen politieke ambten. Van 1810 tot 1817 maakte hij deel uit van het driehoofdige burgemeesterschap van Nijmegen. Van 1814 tot 1815 was hij president-burgemeester. Hij was van 1814 tot 1815 tevens lid van Provinciale Staten van Gelderland. Van 1815 tot zijn overlijden in 1833 was hij lid van Tweede Kamer. In 1831 werd hij voorgedragen als voor benoeming tot voorzitter van de Tweede Kamer, maar hij verzocht, om gezondheidsredenen, niet benoemd te worden. Van Randwijck was van 1817 tot 1833 hoofdschout van het Land van Maas en Waal en van 1830 tot 1833 bekleedde hij tegelijkertijd deze functie in het Rijk van Nijmegen. Van Randwijck werd in 1814 werd hij verheven in de adelstand met het predicaat jonkheer. In 1822 verkreeg hij de adellijke titel van baron. Hij bezat de heerlijkheden Rossum, Heesselt en Beek. Van Randwijck was honorair kamerheer van koning Willem I, hij was commandeur van de Duitse Orde en ridder in de Orde van de Nederlandse Leeuw.
Van Randwijck trouwde op 7 juli 1790 te Bemmel met zijn achternicht Stephania rijksgravin van Randwijck, dochter van generaal Willem Carel Hendrick rijksgraaf van Randwijck en Rolina Maria Trip. Hij overleed in 1833 in Nijmegen op 70-jarige leeftijd. Zijn achterneef Lodewijk Napoleon van Randwijck was een ultra-conservatief minister.
- Biografisch Portaal: 24477659
- International Standard Name Identifier: 0000 0003 9701 7695
- Nederlandse Thesaurus van Auteursnamen: 069961271
- Parlement.com: vg09llslqiw7
- RKD-Nederlands Instituut voor Kunstgeschiedenis: 416437
- Virtual International Authority File: 292028058